# تم (ملکه)
تِم (انگلیسی: Tem؛ ‏مصری باستان: tm) یک ملکه همسر در مصر باستان بود که در دوران حکمرانی دودمان یازدهم مصر زندگی می‌کرد. وی همسر فرعون منتوحتپ دوم و مادر منتوحتپ سوم به‌شمار می‌رفت. تِم در آرامگاه DBXI.15 در دیر البحری در مجموعه تدفینی همسرش، به خاک سپرده شد. او عمرش از همسرش بیشتر بود و در دوران سلطنت پسرش درگذشت و دفن شد.
به‌نظر می‌رسد که تِم از تبار غیر سلطنتی بوده، چرا که هیچ نشانه‌ای از خاستگاه شاهانه در آرامگاه او دیده نمی‌شود. نام او تنها بر روی تابوت و سفره نذری (میز پیشکشی) اش ثبت شده است. القاب رسمی او عبارت‌اند از: «همسر محبوب پادشاه»، «مادر پادشاه»، «مادر پادشاه بالا و پایین مصر» و «بزرگ عصا» – لقبی رایج برای ملکه‌های با نفوذ.
آرامگاه او در سال ۱۸۵۹ کشف شد و در سال ۱۹۶۸ توسط مصرشناس آلمانی دیتر آرنولد به‌طور کامل حفاری گردید.